# Colias tamerlana
Colias tamerlana is een vlindersoort uit de familie van de Pieridae (witjes), onderfamilie Coliadinae.
Colias tamerlana werd in 1897 beschreven door Staudinger.